# 마시마로
마시마로(영어: Mashimaro)는 2000년, 김재인이 만든 플래시 애니메이션 《마시마로의 숲》의 주인공이다. 당시 엽기 붐에 따라 붙게 된 마시마로의 애칭"엽기 토끼"라고 알려져 있다. 마시마로는 인터넷에서 7편의 에피소드를 전개하는 동안 엄청난 인기를 얻었고, 대한민국의 캐릭터 제조업체 씨엘코 엔터테인먼트가 2001년 이를 공식 상품화하여 온라인과 오프라인 상에서 사업화하여 출시하게 됐다.
현재는 김재인 작가가 대주주로 있는 '램스울 일렉트로닉스(https://linktr.ee/lambswoolelectronics)'에서 사업권을 가지고 있다.
이름은 마시멜로를 어린이가 발음해 마시마로가 되었는데, 이게 일본 발음 같아 대부분의 사람들이 일본 애니메이션 캐릭터라고 알고 있다.

## 배경
2000년에 아기 얼굴을 한 토끼 형상의 귀엽고 엽기적인 성격의 캐릭터로 플래시 애니메이션을 통해 탄생하게 되었다.

## 관련 캐릭터
에피소드 7편이 진행되는 동안 마시마로와 함께 등장하여 즐거움을 준 캐릭터들이다.
- 피요즈(돼지)
- 부갈루(반달가슴곰)
- 눈누(비글/개)
- 피스타(원숭이)
- 메에로(양)
- 피스타치(원숭이)
- 부마(곰)

## 온/오프라인 활동 상황
- 온라인에서는 7편의 에피소드외 다양한 콘텐츠를 제공하고, 온라인 쇼핑몰도 운영되고 있다.
- 오프라인에서는 4500여 가지의 상품 판매 등으로 미국, 일본 등 해외까지 진출해 있다.

위의 모든 운영은 2022년 현재 '램스울 일렉트로닉스(https://linktr.ee/lambswoolelectronics)'에서 맡고 있다.

## 같이 보기
- 바니와 친구들